# Kagera (région)
Pour la rivière, voir Kagera.
La région de Kagera est une région du nord la Tanzanie. Coincée entre le Rwanda, l'Ouganda et le lac Victoria, elle a souvent par le passé été déstabilisée par les conflits dans les États voisins. Sa capitale est la ville portuaire de Bukoba.
Elle porte le nom de la rivière Kagera qui prend ses sources au Rwanda, traverse le Nord de la région et se jette dans le lac Victoria.

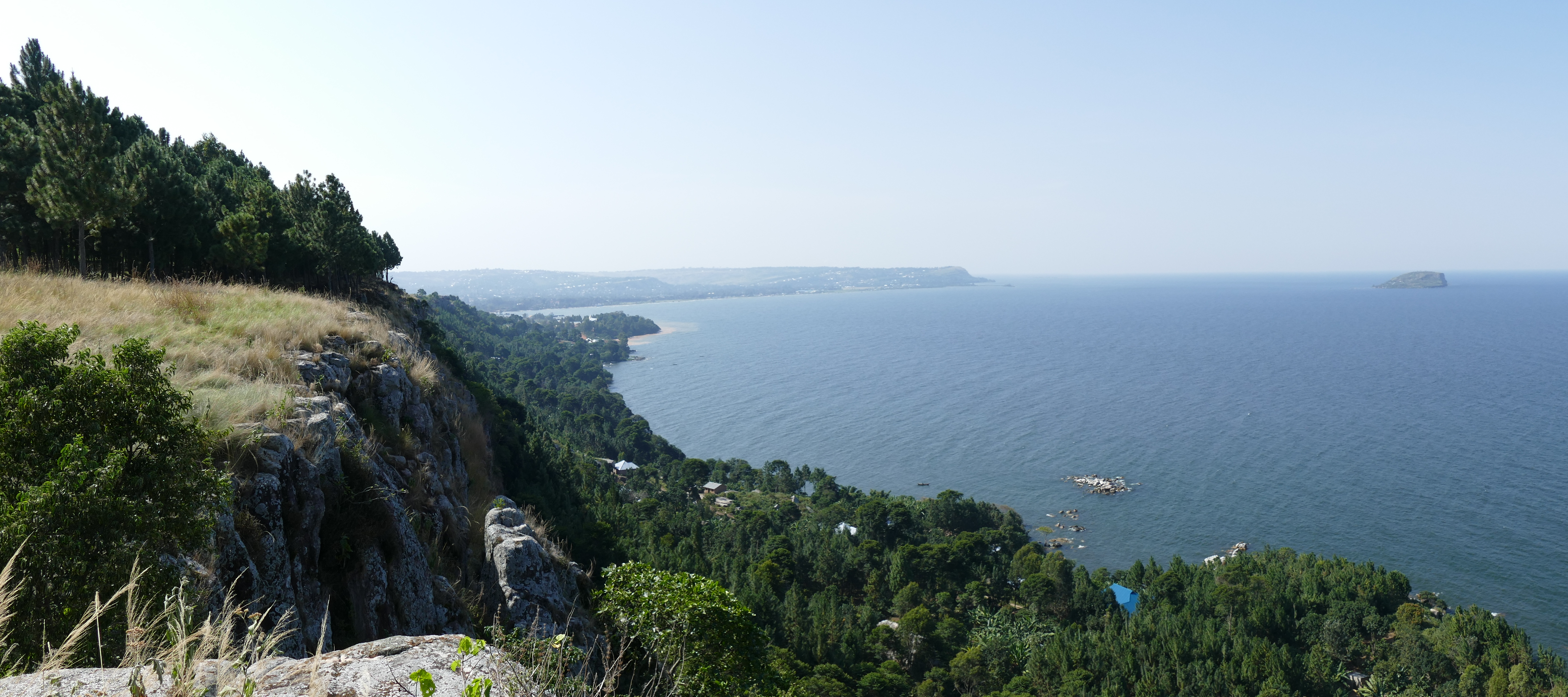
Lac Victoria sur les rives de Kagera

## Invasion ougandaise
En 1978, l'Ouganda d'Idi Amin Dada envahit la région et cherche à l'annexer après que certaines unités de l'armée ougandaise se mutinent et se réfugient en Tanzanie. Il en résultera la guerre ougando-tanzanienne (1978-1979) qui, perdue par l'Ouganda, provoquera la chute du régime d'Amin Dada.